# В компании волков
«В компании волков» (англ. The Company of Wolves) — фильм режиссёра Нила Джордана.
За сюжетную основу фильма взят одноимённый рассказ о волках-оборотнях писательницы Анджелы Картер из сборника «Кровавая комната» (The Bloody Chamber). При создании сценария материалом послужила также радиопостановка «Компания волков», созданная ранее.

## Сюжет
Режиссёр использовал приём «сюжета в сюжете» с нескольким вставными новеллами. Героиня фильма, юная Розалин (Сара Пэттерсон), живёт в современной Великобритании в загородном доме с родителями и сестрой Алисой. В интродукции Розалин крепко засыпает и видит сны, которые составляют основное действие фильма. Розалин снится, что её семья живёт в деревне посреди сказочного леса, где водятся волки. Первый сюрреалистический сон Розалин сплавлен с реальностью (разозлённая сестра стучит в дверь, пытается разбудить Розалин и требует обратно свою губную помаду). В видениях Розалин сестра-обидчица попадает в место между явью и сном, где оживают чудесным образом выросшие до огромных размеров старые игрушки, и где на неё нападает стая волков. В сказочном мире сна убитую волками сестру хоронят, а Розалин ненадолго отправляют к бабушке, которая дарит девушке красный плащ с капюшоном.
Вместе с подарком бабушка даёт внучке совет остерегаться волков и незнакомцев и рассказывает поучительную историю о женщине, которая вышла замуж за оборотня (первая вставная новелла).
Рассказ и подарок бабушки служат своего рода спусковым крючком: Розалин превращается в Красную Шапочку в мире волков/мужчин.
Дальнейшие вставные новеллы (оскорблённая женщина превращает изменившего ей мужчину в волка, юноша встречает в лесу дьявола, священник исцеляет женщину из Нижнего (магического, дьявольского) мира) символически иллюстрируют колебания героини между невинностью и искушением.
Концовка фильма отсылает к интерпретации сюжета «Красной Шапочки», созданной психологом Эриком Берном (реализация подростковых сценариев).

## В ролях
- Сара Пэттерсон — Розалин
- Анджела Лэнсбери — бабушка
- Миша Бергезе — охотник
- Дэвид Уорнер — отец Розалин
- Туссе Сильберг — мать Розалин
- Стивен Ри — муж-оборотень из первой вставной новеллы
- Кэтрин Погсон — молодая жена из первой вставной новеллы

## Особенности съемки
По сюжету героиня постоянно находится в окружении большого количества волков. Из соображений безопасности съёмочной группы, а также из-за бюджетных ограничений роль большей части волков сыграли бельгийские овчарки, чей мех был специально окрашен. С помощью направленных под особым углом лучей света был создан эффект зловещего блеска волчьих глаз.

## Реакция на фильм
Фильм не имел больших сборов, однако наряду с другими фильмами Нила Джордана, такими как «Интервью с вампиром» приобрёл статус культового, благодаря жанровому своеобразию, выразительной актёрской игре и изысканным спецэффектам.
Фильм был отмечен рядом фестивалей и кинопремий, в частности:
- Четырьмя «номинациями» BAFTA Awards в категориях «лучший дизайн костюмов», «лучший грим», «лучшая работа художника-постановщика» и «лучшие визуальные спецэффекты»;
- Спецпризом жюри и номинацией на гран-при Фестиваля фантастического кино в Аворье (Франция);
- Второй премией (special mention) фестиваля Fantafestival[англ.] (Италия);
- Международной премией в категориях «лучший фильм» и «лучшие спецэффекты», а также премией зрительских симпатий и премией жюри критиков фестиваля «Фантаспорту» (Португалия);
- Премией Лондонской ассоциации кинокритиков (Великобритания) за лучшую режиссёрскую работу года;
- Caixa de Catalunya в категориях «лучший фильм» и «лучшие спецэффекты» и премией международного жюри критиков Кинофестиваля в Сиджесе (Каталония/Испания).